# Подлиственки
Подлиственки — деревня в Орджоникидзевского района Хакасии.

## География
Расположена на административной границе с Ширинским районом.
Рядом расположена группа мелких озёрин и два более крупных минерализованных озера, расположенные в замкнутой межгорной котловине в долине реки Кизилка, притока реки Белый Июс. Входят в состав участка «Подзаплоты» заповедника «Хакасский».

## История
В 1976 г. Указом Президиума ВС РСФСР деревня Подзаплот переименована в Подлиственки.

## Население
| 2002 | 2010 |
| ---- | ---- |
| 74   | ↘11  |